# Oh Holy Fools: The Music of Son, Ambulance and Bright Eyes
Az Oh Holy Fools: The Music of Son, Ambulance and Bright Eyes a Son, Ambulance és a Bright Eyes split lemeze, amelyet 2001-ben adott ki a Saddle Creek Records. Az alkotás minden dala megtalálható a Bright Eyes Don’t Be Frightened of Turning the Page középlemezén.
Az album a Saddle Creek Records 34. kiadványa.

## Számlista
| 1.    | Brown Park                                                                   | Son, Ambulance | 5:47 |
| 2.    | Going For The Gold                                                           | Bright Eyes    | 5:07 |
| 3.    | The Invention Of Beauty                                                      | Son, Ambulance | 3:32 |
| 4.    | Oh, You Are The Roots That Sleep Beneath My Feet And Hold The Earth In Place | Bright Eyes    | 3:10 |
| 5.    | On The Concourse                                                             | Son, Ambulance | 5:33 |
| 6.    | No Lies, Just Love                                                           | Bright Eyes    | 5:58 |
| 7.    | Kaite Come True                                                              | Son, Ambulance | 6:46 |
| 8.    | Katy With a K’s Song                                                         | Bright Eyes    | 4:39 |
| 40:32 |                                                                              |                |      |

## Közreműködők

### Son, Ambulance
- Joe Knapp – ének, gitár, zongora

### Bright Eyes
- Conor Oberst – ének, gitár, elektromos gitár, zongora, billentyűk
- Mike Mogis – ének, basszusgitár, pedal steel gitár, mandolin, vibrafon, elektromos zongora, szintetizátor, felvétel

### Más zenészek
- Andy LeMaster – ének, billentyűk
- Jeff Koster – dob
- Jiha Lee – fuvola
- Justin Oberst – trombita
- Landon Hedges – basszusgitár
- Shane Aspegren – dob
- Steve Micek – kürt

### Gyártás
- Doug Koepsel – borító
- Doug Van Sloun – maszterelés

## Fordítás
Ez a szócikk részben vagy egészben  az   Oh Holy Fools: The Music of Son, Ambulance & Bright Eyes című angol Wikipédia-szócikk ezen változatának fordításán alapul.  Az eredeti cikk szerkesztőit annak laptörténete sorolja fel. Ez a jelzés csupán a megfogalmazás eredetét és a szerzői jogokat jelzi, nem szolgál a cikkben szereplő információk forrásmegjelöléseként.